# Groeispurt
De groeispurt is een periode bij zowel het mannelijk als vrouwelijk geslacht waarbij het lichaam in korte tijd snel groeit. Deze periodes vinden in de meeste gevallen plaats in de puberteit.
Meestal is het zo dat meisjes eerder een groeispurt doormaken, rond 11 of 12 jaar, omdat de puberteit bij het vrouwelijk geslacht vaak eerder plaatsvindt. Jongens daarentegen zijn meestal later. Bij hen vindt de groeispurt plaats ongeveer vanaf hun dertiende jaar.
Jongens worden gemiddeld wel langer dan meisjes, omdat de groeispurt langer aanhoudt. Meisjes houden op met groeien rond hun 15e, jongens rond hun 18e.
Kenmerkend voor de groeispurt is, met name bij jongens, een sterkere eetlust.

## Baby's
Ook bij baby's vinden groeispurten plaats en wel:
- rond de tiende levensdag
- na 3 weken, na 6 weken en na 3 maanden
- elke keer als een baby meer voeding nodig heeft